# Jacob Berthelsen
Jacob Berthelsen (født 4. juli 1986) er en dansk fodboldspiller, der spiller for FC Roskilde. Jacob Berthelsen spiller centerforsvar.

## Klubarriere

### Farum BK
I ungdomsårene spillede Jacob Berthelsen i Farum BK på en ungdomskontrakt. Han kom til Farum BK efter at være blevet spottet i klubben Jægerspris. Tiden i Farum bød på topfodbold i Junior & Ynglinge-ligaen, hvor han var med til at vinde Junior-DM. Han spillede et år som ynglingespiller i Farum BK, inden han drog til Brøndby IF.

### Brøndby IF
Jacob Berthelsen fik sin debut for Brøndbys førstehold 20. september 2006 mod Brønshøj i Pokalturneringen. Han spillede for Brøndby IF indtil 23. juli 2010, hvor han fik sin kontrakt med klubben ophævet efter gensidig aftale. Han nåede at spille 26 kampe og score en enkelt gang for Brøndby IF's førstehold. Undervejs i sin kontraktperiode med Brøndby IF var Jacob Berthelsen i efteråret 2009 udelejet til AB, hvor det dog ikke blev til meget spilletid på grund af skader.

### FC Fredericia
Da kontrakten med Brøndby blev ophævet skiftede han til 1. divisionsklubben FC Fredericia, hvor han spillede indtil udgangen af sæsonen 2011/12.

### Brønshøj BK
I juli 2012 indgik Jacob Berthelsen en aftale med Brønshøj. Her blev han hurtigt fast mand på holdet og senere udpeget som anfører.

### AC Horsens
I Juni 2014 underskrev Jacob Berthelsen en 2-årig aftale med AC Horsens. Den 27. maj 2016 blev kontrakten forlænget frem til den 31. december 2016. Han fik dog ikke sin kontrakt forlænget, hvor han blandt andet udtalte, at "Jeg [Berthelsen, red.] havde indset, at det nok gik den vej. Jeg kan ikke spille, og derfor kan jeg ikke få en kontrakt".

### Greve Fodbold
Henover vinteren 2017 skiftede Berthelsen efter kontraktudløb i Horsens til Greve Fodbold, der på daværende tidspunkt havde kvalificeret til oprykningsspillet i 2. division 2016-17. Her spillede han frem til afslutningen af 2017.

### FC Roskilde
I løbet af januar 2018 trænede Berthelsen med hos FC Roskilde i en periode på to til tre uger for at vurdere, "[...] hvor han står med sin fysiske tilstand". Den 1. februar skiftede han således til FC Roskilde.

## Landsholdskarriere
Berthelsen spillede karrierens eneste landsholdskamp 5. oktober 2006, da han spillede de første 66 minutter for Danmarks U/20-fodboldlandshold i et 1-3-nederlag til Norge.